# A Kiss for the Whole World
 A Kiss for the Whole World è il settimo album in studio del gruppo musicale britannico Enter Shikari, pubblicato il 21 aprile 2023 dalla SO Recordings e dall'Ambush Records.
Si tratta dell'album dal miglior debutto commerciale del gruppo nel Regno Unito, avendo debuttato direttamente alla prima posizione della Official Albums Chart.

## Descrizione
Il frontman Rou Reynolds ha cominciato a lavorare sul disco dopo un blocco artistico iniziato durante la pandemia di COVID-19 e durato quasi due anni, che ha ritrovato la spinta artistica solo dopo la ripresa dei concerti e delle esibizioni dal vivo. Parlando di questo processo, Reynolds ha detto che si trovava in uno stato psicologico nel quale non sapeva se sarebbe riuscito a comporre musica come prima una volta uscitone, e che non sapeva «se gli Enter Shikari fossero finiti; per un anno e mezzo non abbiamo tenuto nessun concerto e non abbiamo composto musica: in pratica gli Enter Shikari non esistevano. [...] Quando abbiamo ricominciato a suonare dal vivo ed è tornata la capacità di scrivere musica, ho provato un sentimento di gratitudine per sapere ancora farlo».

Proprio per tale motivo Reynolds, alla seconda esperienza di unico produttore per un album del gruppo (The Spark fu coprodotto con David Kosten), ha dichiarato di aver realizzato un album «pieno di emozioni e positività», decidendo inoltre di concentrarsi sulla melodia e l'orecchiabilità della musica più di quanto fatto precedentemente negli altri lavori del gruppo. Nella stessa intervista a Rockol, Reynolds ha dichiarato:
L'album è stato annunciato all'uscita, a sorpresa, del singolo (Pls) Set Me on Fire il 12 gennaio 2023. Seguirà la pubblicazione di altri due singoli, It Hurts e Bloodshot, rispettivamente a febbraio e a marzo, prima dell'uscita il 21 aprile dell'album completo. Tutti i video musicali dei singoli sono stati diretti da Rou Reynolds, insieme a un quarto video ufficiale realizzato per il brano A Kiss for the Whole World x, pubblicato lo stesso giorno di uscita dell'album. Nei formati a tiratura limitata, l'album è stato pubblicato insieme all'album dal vivo Live at Alexandra Palace 3, sia in formato CD che DVD.

## Stile musicale
Le influenze musicali mostrate dalla band nell'album, come nel precedente Nothing Is True & Everything Is Possible, sono quelle già utilizzate nel corso della loro carriera nei vari album, con brani di musicalità poliedrica che vanno dalla musica elettronica (dubstep, drum and bass, trance) all'hip hop, dal pop punk e al rock alternativo al pop rock e all'elettropop, mentre i brani Dead Wood e Bloodshot (Coda), similmente a Elogy for Extinction di Nothing Is True & Everything Is Possible, sono prettamente brani orchestrali, e parte di Leap into the Lightning e il suo seguito Feed Your Soul un mix di drum and bass e trance.
Fanno tuttavia ritorno le sonorità post-hardcore e parzialmente quelle electronicore, accantonate dal gruppo nei precedenti due lavori in studio, con pesanti riff di chitarra nelle strofe spesso intervallati da ritornelli estremamente più melodici, con occasionali growl da parte del cantante Rou Reynolds, comunque alternati alle linee vocali in falsetto, in parlato e in baritono introdotte nel corso dei precedenti album. Alcuni critici hanno definito il genere dell'album come "indefinibile" (Metallized.it) e "electrosynphonicorepop" (Sputnikmusic), quest'ultimo termine in riferimento alle sonorità elettroniche, sinfoniche, post-hardcore e pop che si intervallano tra le tracce dell'album.

## Accoglienza
| Recensione      | Giudizio |
| --------------- | -------- |
| Boolin Tunes    |          |
| Clash           |          |
| Kerrang!        |          |
| Louder          |          |
| Mancunion       |          |
| Metallized.it   |          |
| Metalitalia.com |          |
| NME             |          |
| Rolling Stone   |          |
| The Skinny      |          |
| Sputnikmusic    |          |

L'album è stato accolto positivamente dalla critica internazionale, che ne ha però criticato la prevedibilità rispetto alla formula già sperimentata dal gruppo nel precedente Nothing Is True & Everything Is Possible. Alex Cavani di Metallized lo definisce comunque «tutto meno che un passo falso, [...] si può considerare come un passo di lato che mantiene un livello elevato senza però sconvolgere e alzare ulteriormente l'asticella della qualità e della personalità come gli inglesi hanno fatto per sei album di fila». Facendo riferimento all'energia positiva dei testi e delle musiche, Sam Law Kerrang! lo ha descritto come «un disco realizzato per sostenere che c'è ancora bellezza, là fuori, nel nostro travagliato pianeta». Ian Winwood di Louder lo considera, nella sua recensione, una delle migliori produzioni del gruppo, e ne descrive la musica come «l'elettrificante, distruttore di generi, suono del futuro». Mentre secondo Clash A Kiss for the Whole World porta avanti le intricate sonorità dei precedenti due album in studio dando ancora più profondità al gruppo, per NME nell'album, definito «geniale», il loro messaggio e la loro convinzioni sono più potenti che mai, e definisce l'album come il più allegro mai realizzato dagli Enter Shikari, aggiungendo che nonostante «siamo diventati caratteristicamente filosofici, [il loro messaggio] proviene sempre da un luogo di positività».

## Tracce
Testi di Rou Reynolds, musiche degli Enter Shikari.
1. A Kiss for the Whole World x – 3:31
2. (Pls) Set Me on Fire – 3:04
3. It Hurts – 3:18
4. Leap into the Lightning – 3:04
5. Feed Your Soul – 1:18
6. Dead Wood – 3:50
7. Jailbreak – 3:54
8. Bloodshot – 3:25
9. Bloodshot (Coda) – 1:18
10. Goldfish – 3:20
11. Giant Pacific Octopus (I Don't Know You Anymore) – 2:37
12. Giant Pacific Octopus Swirling Off into Infinity... – 1:15

Contenuto bonus nelle edizioni limitate
- Live at Alexandra Palace 3 - Bootleg Series Volume 12

1. Intro
2. The Great Unknown
3. Destabilise
4. Sssnakepit
5. Juggernauts
6. Modern Living...
7. Anaesthetist Remix
8. Satellites
9. The Pressure's On
10. Arguing_Rabble_SYNAW
11. Ghandi:Mothership:Solidarity
12. Constellations (Solo)
13. The Dreamer's Hotel
14. Live Outside

- The Void Stares Back/Bull

1. The Void Stares Back (feat. Wargasm) – 3:51 (testo: Rou Reynolds, Wargasm – musica: Enter Shikari, Wargasm)
2. Bull (feat. Cody Frost) – 3:11 (testo: Rou Reynolds, Cody Frost – musica: Enter Shikari, Cody Frost)

## Formazione
Gruppo
- Rou Reynolds – voce, chitarra, sintetizzatore, programmazione, tromba, arrangiamenti orchestrali, produzione, missaggio
- Rory Clewlow – chitarra, cori, programmazione, ingegneria del suono
- Chris Batten – basso, sintetizzatore, voce secondaria
- Rob Rolfe – batteria, programmazione, ingegneria del suono

Altro personale
- George Perks – ingegneria del suono
- Dan Lancaster – missaggio
- Clint Murphy – missaggio
- Prash Mistry – mastering
- Mali Clewlow – cori (traccia 1)
- Jordan Clewlow – cori (traccia 1)
- Cody Frost – cori (traccia 3)
- Rick Clark – arrangiamenti orchestrali
- Paul Campbell – arrangiamenti orchestrali
- City of Prague Philharmonic Orchestra – orchestra

## Successo commerciale
Nel Regno Unito, A Kiss for the Whole World è l'album dal miglior debutto commerciale degli Enter Shikari, essendo il primo della loro discografia ad aver debuttato direttamente al primo posto della classifica di vendita degli album (i precedenti sei lavori in studio si erano tutti, meno Common Dreads del 2008, classificatisi nella top 6 della Official Albums Chart). L'album dal vivo Live at Alexandra Palace 3 incluso nelle edizioni limitate dell'album si classifica invece al 15º posto della medesima classifica, grazie alle numerose vendite in preordine ottenute.
È il loro album dal miglior debutto commerciale anche in Germania, avendo debuttato alla 13ª posizione della classifica degli album tedesca e diventando il secondo, dopo The Mindsweep, ad aver raggiunto le prime 20 posizioni.

## Classifiche
| Classifica (2023) | Posizione massima |
| ----------------- | ----------------- |
| Australia         | 49                |
| Germania          | 13                |
| Regno Unito       | 1                 |